# Foxxy Cleopatra
Foxxy Cleopatra, é uma personagem do filme Austin Powers in Goldmember da trilogia Austin Powers interpretada pela atriz Beyoncé Knowles. Foxxy é uma agente do FBI que ao lado de Austin Powers combatem o mau de seu inimigo Dr. Evil.
Bem recebido pela crítica, o Foxxy Cleopatra foi um papel marcante no fime. "Quando ele (Austin Powers) se distrai, ela agarra o foco", citação feita pela revista InStyle.
A atuação de Beyoncé Knowles neste papel recebeu elogios e indicações a prêmios, sendo nomeações ao MTV Movie Awards na categoria Best Female Breakthrough Performance Teen Choice Awards na categoria Choice Movie Breakout Star – Female, Kids' Choice Awards na categoria Favorite Female Butt Kicker e Black Reel Awards na categoria Best Breakthrough Performance.

## História
Ao descobrir que seu pai foi seqüestrado, Austin Powers, viaja no tempo 2002 e volta aos anos 70, onde ele se encontra Foxxy Cleopatra na discoteca Estúdio 69, o . Os dois parceiros se, enrolando-se em Tóquio, buracos onde Dr. Evil em um submarino à sua própria imagem, dedo na boca e tudo. A incursão ao Japão pits Austin contra Fat Bastard, agora um lutador de sumô, e mais nojento do que nunca. Aqui, Myers e seu diretor, Jay Roach, paródia Hong Kong trabalho de arame.

## Inspiração
Sua personagem é uma paródia das personagens de filmes  "Blaxploitation": Foxy Brown e Cleopatra Jones.  Esses personagens são anotados para a inspiração para o filme e séries de televisão Get Christie Love!. Ela também poderia ser uma paródia da Bond girl Rosie Carver do filme Live and Let Die da franquia James Bond, que também era inspirado nos filmes blaxploitation. Como tal, seu estilo de roupa é uma reminiscência da Era disco e seu cabelo é usado no estilo afro, bastante popular na época, embora ela use tranças dreadlock durante a cena em que ela e Austin se infiltrar domínio do Roboto. Foxxy freqüentemente usa a gíria termo "açúcar", caminha de uma maneira sexy, e grita "Sha-zam!" quando desferir golpes durante as lutas. Quando ela tem a sua arma apontada para um vilão, ela também proclama: "Você está preso, sugah!" que é a frase usada por " blaxploitation "policial Christie Amor . Devido à sua natureza sassy, ela é muito arrogante e propenso ao excesso de confiança - que muitas vezes leva a sua captura adversários desprevenidos, como Goldmember, que consegue escapar de sua compreensão (assim como embaraçá-la) várias vezes no filme chutando no rosto.

## Contexto
Como o filme anterior da trilogia, Austin Powers: The Spy Who Shagged Me, o enredo de Austin Powers in Goldmember envolve viagens no tempo , com Austin  em busca de Doctor Evil e seu cúmplice, Goldmember, com o tempo. Na discoteca de Goldmember em 1975, Austin encontra Foxxy (uma das meninas bonitas de Goldmember) realizar (cantando um medley derivado de uma série de músicas de KC & The Sunshine Band). Depois de Foxxy completa sua canção, ela e Austin fala através de um intermediário interpretado por Nathan Lane , uma paródia de uma cena semelhante em After the Fox.
Ao contrário de seus flertes femininos (Vanessa Kensington e Felicity Shagwell) nos últimos dois filmes da série, no entanto, Foxxy Cleopatra não seduzir Powers na tela, embora seja claro a partir de sua conversa no Studio 69 (uma paródia ao Studio 54) que o dois personagens tiveram um romântico de ligação em algum ponto no passado.

## Aparência

### Roupas e acessórios
"Quando vimos pela primeira vez Foxxy ela está em cota de malha de ouro", diz Appel de desgaste o espião sassy no palco disfarçado. "Eu senti que ela precisava ser um pouco mais dramática e sedutora." Projetando um top e uma saia até o chão sexy fora do material metálico, no entanto, provou ser um desafio. "Você tem que cortá-la com clippers, e é complicado para se encaixar ao redor do corpo", diz ela. "Mas o resultado final é fluida e sensual." Quando ela não está se infiltrando clube Goldmember, a Foxxy esportes mais activa, mas sempre setenta estilo de silhuetas, como barriga-descobrindo tops e sino-calças feitas de jeans, couro e camurça em ouro colheita, laranja queimado, abacate e, claro, ouro. Foxxy usa várias peças que levam seu logotipo de assinatura (uma cabeça de raposa e cauda). "Estava no roteiro que ela use um colar que lê" Foxxy, "mas eu pensei que (tipo de colar) tinha sido bem exposto", diz Appel. O logotipo da raposa suspende em um par de brincos e um pingente que ela usa no pescoço (não mostrado aqui). Nesta foto Foxxy usa um custom-made colar de ouro 14kt talão com cintura pastagem-franja que foi inspirado por um colar Africano, um único fio de ouro, brinco de argola de quatro polegadas e sandálias plataforma em couro com o seu logotipo Foxxy embutidos no calcanhar.

### Maquiagem
Para complementar seu guarda-roupa todo-ouro Goldmember, bochechas maquiagem de designer Michele Burke Knowles é reforçada, pálpebras e os lábios com pó de ouro e glitter. Para uma base ela aplicou Black Opal base líquida True Color em Honey Heavenly coberto com pó de Chanel Natural Finish em 3 translúcida. Como contorno, ela varreu Shu Uemura Brilho Em corar M73 em maçãs rosto, seguido de Make Up Para Sempre 920 Pó Estrela n º (mel dourado) sobre as maçãs do rosto. Burke alinhados lábios com lábio liner Benefício no Smolder (tijolo marrom), em seguida, borrado na MAC Lipglass clara e lábios salpicado com glitter dourado (usado nos olhos). "Seu tom natural veio através do brilho, por isso, quando ela cantou, com os lábios tiveram rejeição a eles", diz Burke. "É muito elegante." "Seus olhos eram o grande foco", diz o designer de maquiagem Michele Burke, que acrescentou showgirl cílios eo delineador preto pesado para criar olhar Knowles corça-eyed. "É uma evolução do olhar Quant Maria". Burke usado eyeliner MAC Crème de preto com precisão linha de tampas superior e inferior, estendendo as linhas externas nas bordas. Seguinte, ela interior manchada com jantes MAC lápis kohl olho no Smolder. Ela pintou as pálpebras com pó de purpurina ouro, adicionando um ouro verde para dentro e tampas de ouro bronze sob as sobrancelhas. Para linhas lash top Burke aplicada seqüência em preto e cílios falsos, seguido por Max Lashfinity Fator in Black Rich. Para o glamour acrescentou ela colada em forma de estrela glitter dourado logo abaixo das sobrancelhas

## Recepção da crítica
Bem recebido pela crítica, o Foxxy Cleopatra foi um papel de marcante no fime. "Quando ele (Austin Powers) se distrai, ela agarra o foco", citação feita pela revista InStyle. Deena Appel da mesma revista terminou dizendo: "Ela fica frente a frente com Austin".

## Prêmios e indicações
A atuação de Beyoncé Knowles no papel de Foxxy Cleopatra recebeu elogios e indicações a prêmios, sendo nomeações ao MTV Movie Awards na categoria Best Female Breakthrough Performance Teen Choice Awards na categoria Choice Movie Breakout Star – Female, Kids' Choice Awards na categoria Favorite Female Butt Kicker e Black Reel Awards na categoria Best Breakthrough Performance.
| Ano  | Premiação           | Categoria                            | Nomeação        | Resultado |
| ---- | ------------------- | ------------------------------------ | --------------- | --------- |
| 2003 | Black Reel Awards   | Best Breakthrough Performance        | Beyoncé Knowles | Indicado  |
| 2003 | Kids' Choice Awards | Favorite Female Butt Kicker          | Beyoncé Knowles | Indicado  |
| 2003 | MTV Movie Awards    | Best Female Breakthrough Performance | Beyoncé Knowles | Indicado  |
| 2003 | Teen Choice Awards  | Choice Movie Breakout Star – Female  | Beyoncé Knowles | Indicado  |